# Enceinte de Vieil-Hesdin
Ne doit pas être confondu avec Enceinte d'Hesdin.
L'enceinte de Vieil-Hesdin ou enceinte d'Hesdin avant la création de la ville nouvelle en 1554 est un ancien ensemble de fortifications qui protégeait la ville de Vieil-Hesdin, dans le département du Pas-de-Calais, entre le Moyen Âge et 1553 date de sa destruction.

## Historique
L'enceinte et la ville sont intégralement démolies en 1553 à la suite de la reprise de la ville par Charles Quint.